# Pfungen
Pfungen est une commune suisse du canton de Zurich, située dans le district de Winterthour.

Photo aérienne (1953).